# Ladislav Janouch
Ladislav Janouch (* 14. června 1944 Praha) je český sochař. V letech 1959–1963 vystudoval Střední průmyslovou školu keramickou Bechyně, poté pokračoval na Akademii výtvarných umění v Praze (1967–1973). V roce 1980 byl na stáži na Academia di Belle Arti Perugia.

## Život
Po maturitě na SPŠ Keramické v Bechyni byl povolán na dvouletou vojenskou službu. Po návratu krátce pracoval v keramickém družstvu Keramo Praha. Po absolvování AVU v Praze v roce 1973 působí dodnes jako akademický sochař ve svobodném povolání. Uspořádal kolem pětadvaceti souborných výstav a zúčastnil se mnoha výstav kolektivních v Čechách a zahraničí. Svými pracemi je zastoupen ve veřejných i soukromých sbírkách. Také pracoval na mezinárodních sochařských symposiích. Jeho synem je sochař David Janouch.

## Dílo

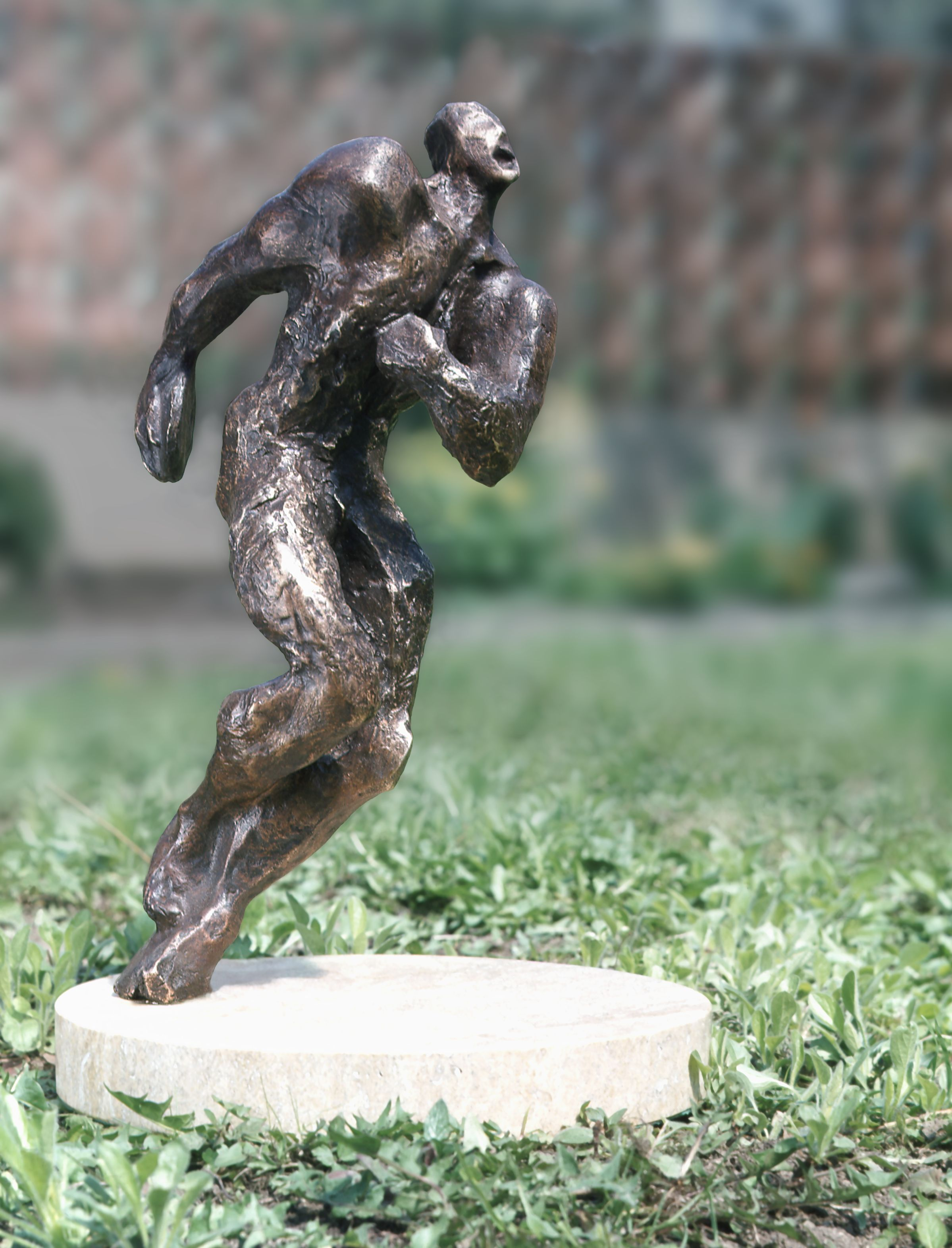
Ladislav Janouch: Diskař, bronz, 1976

Jeho raná expresivní až barokní tvorba převážně sportovních a symbolických námětů přechází postupně k využívání kontrastu konkávních a konvexních tvarů čistých linií zejména v ženských postavách a torzech. K námětovým okruhům patří sportovní náměty, kde využívá dynamiku a nadsázku tvarů. Symbolické převážně antické náměty pomáhají k asociaci na věčné téma-člověk. Protiváhou jsou ženské postavy a torza jednoduchých, velkých forem, někdy skládaná z několika kusů materiálu.
V počátcích pracoval převážně ve dřevě a pískovci, postupně využívá práci v mramoru a odlévá sochy z bronzu.V poslední době s úspěchem vytváří portréty známých osobností. (Arch J.Kaplický, prof. Holý, prof. MUDr. R.Rokyta,prof.MUDr. J.Janda,prof. JUDr. V.Pavlíček, zpěvák a básník K.Kryl, botanik V.Větvička ad.)
Díla ve veřejném prostoru:
- 1971 Niké (bronz), Kooperativa a.s. Praha

- !973 Poslední metry. běžci,(dřevo), MNO Praha
- 1976 Atomový věk (dřevo), Nádraží Smíchov Praha
- 1977 Ikaros IV. (dřevo), Maďarsko
- 1978 Polibek (mramor), Maďarsko
- 1980 Nový Prometheus (Pískovec), Praha 12
- 1982 Eva (pískovec), Lázně Dubí
- 1983 Niké III. (dřevo), Interhotel Panorama Praha 4
- 1986 Tenista (bronz), CTD Štvanice Praha
- 1988 Nedokončené torzo (/mramor), Černá Hora
- 1989 Vlna-komprese (pískovec), Praha-Vysočany
- 1990 Pamětní deska s bustou France Werfla (bronz), Praha 6
- 1990 Stanice metra Českomoravská (keramika, kov), Praha
- 1991 Ve válce mlčí múzy (pískovec), Německo
- 1992 Děti-kašna (pískovec), Praha-Letňany
- 1993 Bloky (žula), SPŠStavební, Praha4
- 1998 Schoulená (pískovec) Rakousko
- 2001 Skloněná (bronz), Kooperativa a.s. Český Krumlov
- 2004 Koupel (bronz), Kooperativa a.s. Český Krumlov
- 2013 Vzpínající torzo (pískovec), Litoměřice
- 2016 Prometheus (pískovec), Rehabilitační nemocnice Beroun
- 2017 Torzo-vejce (pískovec), Praha-Lysolaje
- 2021 Památník skladatele F.J.Glaesera (bronz), Horní Jiřetín
- 2022 Hrob rodiny Šťahlavských (diorit), Praha-Vyšehrad
- 2025 Pomník Prof.Dr. Leopolda Molla (bronz, žula), Česká Lípa

### Samostatné výstavy
- 1975 Galerie Mladých Mánes, Praha
- 1975 Galerie mladých, Brno
- 1976 Okresní galerie, Náchod,
- 1980 Galerie Platýz, Praha (s J. Součkem a E. Jilemnickou)
- 1986 Galerie ÚKDŽ, Praha
- 1987 Galerie Ludvíka Kuby, Poděbrady
- 1988 Galerie Zlatá ulička, Praha
- 1988 Severočeská galerie, Litoměřice (s P. Vavrysem)
- 1989 Galerie MKS Hrádek, Kutná Hora
- 1992 Galerie Lotos, Vídeň
- 1993 Galerie Ahrend, Praha (s J. Pecou)
- 1995 Galerie Dílo, Přerov (s J. Velčovským)
- 1997 Galerie Z, Žamberk (s J. Velčovským)
- 1999 Galerie Salva Guarda, Litoměřice (a J. Velčovkým)
- 2000 Franziskaner Klosterkirche, Míšeň
- 2001 Rabasova galerie, Rakovník (s J. Velčovským)
- 2001 Městská galerie Art Club, Týn nad Vltavou (s Janem Grimmem)
- 2002 Galerie U Jakoba, Opava (s J. Velčovským)
- 2004 Špačkova galerie Lysolaje, Praha
- 2005 Galerie Chodovská tvrz, Praha (s J. Velčovským)
- 2007 Galerie PRE, Praha (s V. Zoubkem)
- 2009 Rabasova Galerie, Rakovník (s A. Knotkem, V. Zoubkem, I. Králem, J. Velčovským)
- 2009 Městská galerie U Zlatého Slunce, Týn nad Vltavou (s V. Zoubkem, I. Králem, J. Velčovským, A. Knotkem)
- 2010 Galerie na Půdě, Světlá nad Sázavou (s D. Janouchem)
- 2010 Galerie 11, Klatovy (s I. Králem, J. Velčovským)
- 2011 Galerie Portheimka, Praha (s J. Velčovským, I. Králem, A. Knotkem, V. Zoubkem)
- 2012 Galerie ABF, Praha (s A. Knotkem, I. Králem, J. Velčovským)
- 2013 Galerie Pod radnicí, Zlín (s I. Králem, A. Knotkem, V. Zoubkem, J. Velčovským)
- 2014 Rabasova galerie, Rakovník
- 2014 Galerie ABF Praha (s A. Knotkem)
- 2014 Galerie Na chodbě, Bechyně
- 2014 Galerie Knížecí dvůr, Hluboká (s I. Králem)
- 2015 galerie Josefa Lieslera Kadaň (s V. Zoubkem)
- 2015 Galerie Galvína, Bechyně (s J. Velčovským)
- 2015 Galerie Chodovská tvrz Praha (s J. Velčovským)
- 2016 Městské muzeum a galerie Vodňany (L. Janouch, A. Knotek, I. Král, J. Velčovský, V. Zoubek)
- 2017 Galerie Pod točnou Kolín (Ladislav Janouch, Ivan Král, Václav Zoubek)
- 2018 Výstavní síň na radnici, 28. června – 2. září 2018, Rakovník[1], Sochařské portréty Ladislava Janoucha
- 2018 Galerie Špejchar Chomutov, Aleš Knotek, Ladislav Janouch, Ivan Král, Josef Velčovský, Václav Zoubek
- 2019 Městské muzeum Bechyně, Ladislav Janouch: Sochařské drobnosti
- 2020 Galerie Josefa Lieslera, Kadaň, Ladislav Janouch, David Janouch, Ivan Král, Aleš Knotek, Josef Velčovský, Václav Zoubek.
- 2023 Galerie Kooperativy, Praha
- 2023 Hotel Růže v rámci hudebního festivalu Český Krumlov
- 2023 Ladislav Janouch, Vlastivědné muzeum a galerie v České Lípě
- 2024 Ladislav Janouch a přátelé Ivan Exner, Aleš Knotek, Ivan Král, Josef Velčovský, Galerie Kmoch
- 2024 Ladislav Janouch: Výběr z díla, Městská část Praha 12
- Umístění ve sbírkách

Díla Ladislava Janoucha lze nalézt v následujících galeriích, muzeích a lokalitách:
- Galerie Klatovy / Klenová, Janovice nad Úhlavou (Klatovy)
- Galerie výtvarného umění, Hodonín (Hodonín)
- Galerie výtvarného umění v Náchodě, Náchod (Náchod)
- Kooperativa pojišťovna, a.s., Český Krumlov (Český Krumlov)
- Kooperativa pojišťovna, a.s., Vienna Insurance Group, Praha
- Městská galerie Vysoké Mýto, Vysoké Mýto (Ústí nad Orlicí)
- Městské muzeum a galerie, Vodňany (Strakonice)
- Městské muzeum Bechyně, Bechyně (Tábor)
- Mezinárodní symposium Litoměřice, Litoměřice (Litoměřice)
- Muzeum a galerie Orlických hor, Rychnov nad Kněžnou (Rychnov nad Kněžnou)
- Muzeum Světelska, Světlá nad Sázavou (Havlíčkův Brod)
- Muzeum umění Olomouc, Olomouc (Olomouc)
- Nagyatádi Nemzetközi Faszobrász Alkotótelep – Szoborpark / International Wood Carver Artist Compound of Nagyatád – Statue Park, Nagyatád (HU)
- Národní galerie v Praze, Praha
- Oblastní galerie Liberec, Liberec (Liberec)
- Rabasova galerie Rakovník, Rakovník (Rakovník)
- Rehabilitační nemocnice Beroun, Beroun (Beroun)
- Sbírky Kenji Hirasawy, _(JP)
- Sculptors Creative Colony and Symposium, Siklós (HU)
- Severočeská galerie výtvarného umění v Litoměřicích, Litoměřice (Litoměřice)
- Sochařské symposium Lysolaje, Lysolaje u Prahy
- Uměleckoprůmyslové museum, Praha
- Umjetnička kolonija Danilovgrad/ Art Colony Danilovgrad, (Srbsko)
- Východočeská galerie v Pardubicích, Pardubice (Pardubice)
- Wiener Städtishe Versicherung AG Wiena Insurence Group, Vídeň (Wien) (AT)